# Plectophomopsis rivularis
Plectophomopsis rivularis är en svampart som beskrevs av Petr. 1922. Plectophomopsis rivularis ingår i släktet Plectophomopsis, divisionen sporsäcksvampar och riket svampar.   Inga underarter finns listade i Catalogue of Life.